# Seznam dílů seriálu Star Trek: Podivné nové světy
Toto je seznam dílů seriálu Star Trek: Podivné nové světy. Americký televizní sci-fi seriál Star Trek: Podivné nové světy je premiérově uváděn od 5. května 2022 na streamovací platformě Paramount+. Zatímco v Česku je uváděn od 5. dubna 2023 na streamovací platformě SkyShowtime. Dosud bylo zveřejněno 24 dílů, ale seriál je naplánován na celkových 46 dílů.

## Přehled řad
| Řada | Díly | Premiéra v USA    | Premiéra v USA   | Stanice v USA | Premiéra v ČR   | Premiéra v ČR  | Stanice v ČR  |
| Řada | Díly | První díl         | Poslední díl     | Stanice v USA | První díl       | Poslední díl   | Stanice v ČR  |
| ---- | ---- | ----------------- | ---------------- | ------------- | --------------- | -------------- | ------------- |
| 1    | 10   | 5. května 2022    | 7. července 2022 | Paramount+    | 5. dubna 2023   | 5. dubna 2023  | SkyShowtime   |
| 2    | 10   | 15. června 2023   | 10. srpna 2023   | Paramount+    | 16. června 2023 | 11. srpna 2023 | SkyShowtime   |
| 3    | 10   | 17. července 2025 | 11. září 2025    | Paramount+    | 4. srpna 2025   | 29. září 2025  | SkyShowtime   |
| 4    | 10   | 2026              | bude oznámeno    | Paramount+    | bude oznámeno   | bude oznámeno  | bude oznámeno |
| 5    | 6    | bude oznámeno     | bude oznámeno    | Paramount+    | bude oznámeno   | bude oznámeno  | bude oznámeno |

## Seznam dílů

### První řada (2022)
| Č. v seriálu | Č. v řadě | Původní název                        | Český název                              | Hvězdné datum   | Režie                | Scénář                                                                       | Zveřejnění v USA | Zveřejnění v ČR |
| ------------ | --------- | ------------------------------------ | ---------------------------------------- | --------------- | -------------------- | ---------------------------------------------------------------------------- | ---------------- | --------------- |
| 1            | 1         | Strange New Worlds                   | Podivné nové světy                       | 1739.12–2259.42 | Akiva Goldsman       | námět: Akiva Goldsman, Alex Kurtzman a Jenny Lumetová scénář: Akiva Goldsman | 5. května 2022   | 5. dubna 2023   |
| 2            | 2         | Children of the Comet                | Děti komety                              | 2912.4          | Maja Vrvillová       | Henry Alonso Myers a Sarah Tarkoffová                                        | 12. května 2022  | 5. dubna 2023   |
| 3            | 3         | Ghosts of Illyria                    | Duchové Illyrie                          | 1224.3          | Leslie Hopeová       | Akela Cooperová a Bill Wolkoff                                               | 19. května 2022  | 5. dubna 2023   |
| 4            | 4         | Momento Mori                         | Pamatuj na smrt                          | 3177.3–3177.9   | Dan Liu              | Davy Perez a Beau DeMayo                                                     | 26. května 2022  | 5. dubna 2023   |
| 5            | 5         | Spock Amok                           | Spock má amok                            | 2341.4          | Rachel Leiterman     | Henry Alonso Myers a Robin Wasserman                                         | 2. června 2022   | 5. dubna 2023   |
| 6            | 6         | Lift Us Where Suffering Cannot Reach | Povzneste nás tam, kam nedosáhne utrpení | 1943.7          | Andi Armaganian      | Robin Wasserman a Bill Wolkoff                                               | 9. června 2022   | 5. dubna 2023   |
| 7            | 7         | The Serene Squall                    | Zpěv Sirén                               | 1997.9          | Sydney Freeland      | Beau DeMayo a Sarah Tarkoff                                                  | 16. června 2022  | 5. dubna 2023   |
| 8            | 8         | The Elysian Kingdom                  | Elysejské království                     | 2341.6          | Amanda Row           | Akela Cooper a Onitra Johnson                                                | 23. června 2022  | 5. dubna 2023   |
| 9            | 9         | All Those Who Wander                 | Všichni na cestách                       | 2510.6          | Christopher J. Byrne | Davy Perez                                                                   | 30. června 2022  | 5. dubna 2023   |
| 10           | 10        | A Quality of Mercy                   | Kvalita milosrdenství                    | 1457.9–1709.2   | Chris Fisher         | Henry Alonso Myers a Akiva Goldsman                                          | 7. července 2022 | 5. dubna 2023   |

### Druhá řada (2023)
| Č. v seriálu | Č. v řadě | Původní název                      | Český název              | Hvězdné datum  | Režie           | Scénář                              | Zveřejnění v USA  | Zveřejnění v ČR   |
| ------------ | --------- | ---------------------------------- | ------------------------ | -------------- | --------------- | ----------------------------------- | ----------------- | ----------------- |
| 11           | 1         | The Broken Circle                  | Přerušený kruh           | 2369.2         | Chris Fischer   | Henry Alonso Myers a Akiva Goldsman | 15. června 2023   | 16. června 2023   |
| 12           | 2         | Ad Astra Per Aspera                | Ke hvězdám přes překážky | 2393.8         | Valerie Weiss   | Dana Horgan                         | 22. června 2023   | 23. června 2023   |
| 13           | 3         | Tomorrow and Tomorrow and Tomorrow | bude oznámeno            | 1581.2         | Amanda Row      | David Reed                          | 29. června 2023   | 30. června 2023   |
| 14           | 4         | Among the Lotus Eaters             | Mezi pojídači lotosu     | 1630.1–1632.2  | Eduardo Sánchez | Kirsten Beyer a Davy Perez          | 6. července 2023  | 7. července 2023  |
| 15           | 5         | Charades                           | Šarády                   | 1789.3         | Jordan Canning  | Kathryn Lyn a Henry Alonso Myers    | 13. července 2023 | 13. července 2023 |
| 16           | 6         | Lost in Translation                | Ztraceno v překladu      | 2394.8         | Dan Liu         | Onitra Johnson a David Reed         | 20. července 2023 | 21. července 2023 |
| 17           | 7         | Those Old Scientists               | Tamhleti staří vědci     | 2291.6/58460.1 | Jonathan Frakes | Kathryn Lyn a Bill Wolkoff          | 22. července 2023 | 23. července 2023 |
| 18           | 8         | Under the Cloak of War             | Pod pláštěm války        | 1875.4–1877.5  | Jeff W. Byrd    | Davy Perez                          | 27. července 2023 | 28. července 2023 |
| 19           | 9         | Subspace Rhapsody                  | Podprostorová rapsodie   | 2398.3         | Dermott Downs   | Dana Horgan a Bill Wolkoff          | 3. srpna 2023     | 4. srpna 2023     |
| 20           | 10        | Hegemony                           | Hegemonie                | 2344.2         | Maja Vrvilo     | Henry Alonso Myers                  | 10. srpna 2023    | 11. srpna 2023    |

### Třetí řada (2025)
| Č. v seriálu | Č. v řadě | Původní název                  | Český název            | Hvězdné datum | Režie           | Scénář                                                    | Zveřejnění v USA  | Zveřejnění v ČR |
| ------------ | --------- | ------------------------------ | ---------------------- | ------------- | --------------- | --------------------------------------------------------- | ----------------- | --------------- |
| 21           | 1         | Hegemony, Part II              | Hegemonie, část II     | neznámé       | Chris Fisher    | námět: Davy Perez scénář: Henry Alonso Myers a Davy Perez | 17. července 2025 | 4. srpna 2025   |
| 22           | 2         | Wedding Bell Blues             | Blues svatebních zvonů | 2251.7        | Jordan Canning  | Kirsten Beyer a David Reed                                | 17. července 2025 | 4. srpna 2025   |
| 23           | 3         | Shuttle to Kenfori             | bude oznámeno          | 2449.1        | Dan Liu         | Onitra Johnson a Bill Wolkoff                             | 24. července 2025 | 11. srpna 2025  |
| 24           | 4         | A Space Adventure Hour         | bude oznámeno          | bude oznámeno | Jonathan Frakes | Dana Horgan a Kathryn Lyn                                 | 31. července 2025 | 18. srpna 2025  |
| 25           | 5         | Through the Lens of Time       | bude oznámeno          | bude oznámeno | bude oznámeno   | Onitra Johnson a Davy Perez                               | 7. srpna 2025     | 25. srpna 2025  |
| 26           | 6         | The Sehlat Who Ate Its Tail    | bude oznámeno          | bude oznámeno | bude oznámeno   | David Reed a Bill Wolkoff                                 | 14. srpna 2025    | 1. září 2025    |
| 27           | 7         | What Is Starfleet?             | bude oznámeno          | bude oznámeno | Sharon Lewis    | Kathryn Lyn a Alan B. McElroy                             | 21. srpna 2025    | 8. září 2025    |
| 28           | 8         | Four-and-a-Half Vulcans        | bude oznámeno          | bude oznámeno | Jordan Canning  | Dana Horgan a Henry Alonso Myersn                         | 28. srpna 2025    | 15. září 2025   |
| 29           | 9         | Terrarium                      | bude oznámeno          | bude oznámeno | Andrew Coutts   | Alan B. McElroy                                           | 4. září 2025      | 15. září 2025   |
| 30           | 10        | New Life and New Civilizations | bude oznámeno          | bude oznámeno | Maja Vrvilo     | Dana Horgan a Davy Perez                                  | 11. září 2025     | 29. září 2025   |

### Čtvrtá řada
Čtvrtá řada byla objednána v dubnu 2024, zatímco třetí řada byla ještě v produkci. Scenáristé se dohodli na nápadech pro všech 10 epizod série do konce července 2024. Natáčení začalo 3. března 2025.
| Č. v seriálu | Č. v řadě | Původní název | Český název   | Hvězdné datum | Režie         | Scénář                                                                                  | Zveřejnění v USA (Paramount+) |
| ------------ | --------- | ------------- | ------------- | ------------- | ------------- | --------------------------------------------------------------------------------------- | ----------------------------- |
| 31           | 1         | bude oznámeno | bude oznámeno | bude oznámeno | bude oznámeno | námět: Akiva Goldsman a Henry Alonso Myers scénář: Henry Alonso Myers a Alan B. McElroy | 2026                          |
| 32           | 2         | bude oznámeno | bude oznámeno | bude oznámeno | bude oznámeno | Kathryn Lyn                                                                             | 2026                          |

### Pátá řada
Paramount+ v červnu 2025 oznámil, že obnovil seriál pro pátou a poslední řadu, která bude mít nezvykle jen šest dílů.